# Пабло Сарабія
Пабло Сарабія (ісп. Pablo Sarabia, нар. 11 травня 1992, Мадрид) — іспанський футболіст, правий вінгер клубу «Вулвергемптон Вондерерз» та збірної Іспанії.
У складі збірних Іспанії — юнацький (U-19) та молодіжний чемпіон Європи.

## Клубна кар'єра
Народився 11 травня 1992 року в місті Мадрид. Молодий півзахисник починав кар'єру у футбольній школі «Боаділья», після якої потрапив в систему мадридського «Реала». З 2009 по 2011 рік він виступав за дубль мадридців — «Реал Мадрид Кастілья». За головну команду клубу він дебютував у грудні 2010 року в матчі Ліги чемпіонів з «Осером», вийшовши на заміну замість Кріштіану Роналду на 72-й хвилині. Після дебюту гравець заявив: «Це була величезна ніч, яку я ніколи не забуду». Тим не менш той матч так і залишився єдиним для Сарабії у складі першої команди і в подальшому він продовжив грати за дубль.
3 липня 2011 року Пабло підписав контракт на п'ять років з «Хетафе», куди гравець перейшов за 3 млн євро, при цьому «Реал» залишав за собою право купити гравця назад протягом двох років. Загалом Пабло провів за «Хетафе» 5 сезонів, зігравши у 145 матчах у всіх турнірах.
9 червня 2016 року, після вильоту «Хетафе» з Ла-Ліги, Сарабія перейшов у «Севілью», підписавши чотирирічний контракт. Наступного місяця Пабло виграв з командою Євроамериканський суперкубок, відігравши увесь матч проти колумбійського «Санта-Фе» (2:1). Станом на 7 квітня 2018 року відіграв за клуб з Севільї 62 матчі в національному чемпіонаті.
2 липня 2019 року Сарабія підписав 5-річний контракт з «Парі Сен-Жермен».

## Виступи за збірні
2008 року дебютував у складі юнацької збірної Іспанії, взяв участь у 41 грі на юнацькому рівні, відзначившись 15 забитими голами. У складі збірної до 17 років Сарабія ставав бронзовим призером юнацького чемпіонату світу 2011 року, забивши один гол, а у складі збірної до 19 років того ж року він вигравав юнацький чемпіонат Європи, забивши два голи.
Протягом 2011—2014 років залучався до складу молодіжної збірної Іспанії. З нею став молодіжним чемпіоном Європи 2013 року. На молодіжному рівні зіграв у 22 офіційних матчах, забив 3 голи.
5 вересня 2019 дебютував у складі збірної Іспанії.

## Статистика виступів

### Статистика клубних виступів
Станом на 17 січня 2023 року
| Сезон                            | Команда                          | Чемпіонат                        | Чемпіонат | Чемпіонат | Національний кубок | Національний кубок | Національний кубок | Континентальні кубки | Континентальні кубки | Континентальні кубки | Інші змагання | Інші змагання | Інші змагання | Усього | Усього |
| Сезон                            | Команда                          | Ліга                             | Ігор      | Голів     | Ліга               | Ігор               | Голів              | Ліга                 | Ігор                 | Голів                | Ліга          | Ігор          | Голів         | Ігор   | Голів  |
| -------------------------------- | -------------------------------- | -------------------------------- | --------- | --------- | ------------------ | ------------------ | ------------------ | -------------------- | -------------------- | -------------------- | ------------- | ------------- | ------------- | ------ | ------ |
| 2009–10                          | «Реал Мадрид Кастілья»           | СД                               | 16        | 3         | -                  | -                  | -                  | -                    | -                    | -                    | -             | -             | -             | 28     | 3      |
| 2010–11                          | «Реал Мадрид Кастілья»           | СДБ                              | 33+2      | 12+0      | -                  | -                  | -                  | -                    | -                    | -                    | -             | -             | -             | 35     | 12     |
| Усього за «Реал Мадрид Кастілья» | Усього за «Реал Мадрид Кастілья» | Усього за «Реал Мадрид Кастілья» | 49+2      | 15        |                    | -                  | -                  |                      | -                    | -                    |               | -             | -             | 51     | 15     |
| 2010–11                          | «Реал Мадрид»                    | ПД                               | 0         | 0         | КІ                 | 0                  | 0                  | ЛЧ                   | 1                    | 0                    | -             | -             | -             | 1      | 0      |
| 2011–12                          | «Хетафе»                         | ПД                               | 19        | 0         | КІ                 | 1                  | 0                  | -                    | -                    | -                    | -             | -             | -             | 20     | 0      |
| 2012–13                          | «Хетафе»                         | ПД                               | 13        | 1         | КІ                 | 3                  | 1                  | -                    | -                    | -                    | -             | -             | -             | 16     | 2      |
| 2013–14                          | «Хетафе»                         | ПД                               | 33        | 1         | КІ                 | 4                  | 1                  | -                    | -                    | -                    | -             | -             | -             | 37     | 2      |
| 2014–15                          | «Хетафе»                         | ПД                               | 35        | 2         | КІ                 | 5                  | 2                  | -                    | -                    | -                    | -             | -             | -             | 40     | 4      |
| 2015–16                          | «Хетафе»                         | ПД                               | 31        | 7         | КІ                 | 1                  | 0                  | -                    | -                    | -                    | -             | -             | -             | 32     | 7      |
| Усього за «Хетафе»               | Усього за «Хетафе»               | Усього за «Хетафе»               | 131       | 11        |                    | 14                 | 4                  |                      | -                    | -                    |               | -             | -             | 145    | 15     |
| 2016–17                          | «Севілья»                        | ПД                               | 34        | 8         | КІ                 | 3                  | 2                  | ЛЧ                   | 7                    | 1                    | СУ+СІ         | 0+2           | 0             | 46     | 11     |
| 2017–18                          | «Севілья»                        | ПД                               | 34        | 6         | КІ                 | 8                  | 2                  | ЛЧ                   | 11                   | 1                    | -             | -             | -             | 53     | 9      |
| 2018–19                          | «Севілья»                        | ПД                               | 33        | 13        | КІ                 | 4                  | 1                  | ЛЄ                   | 13                   | 8                    | СІ            | 1             | 1             | 52     | 23     |
| Усього за «Севілью»              | Усього за «Севілью»              | Усього за «Севілью»              | 101       | 27        |                    | 16                 | 5                  |                      | 31                   | 10                   |               | 3             | 1             | 151    | 43     |
| 2019–20                          | «Парі Сен-Жермен»                | Л1                               | 21        | 4         | КФ+КФЛ             | 6+3                | 7+1                | ЛЧ                   | 9                    | 2                    | СФ            | 1             | 0             | 40     | 14     |
| 2020–21                          | «Парі Сен-Жермен»                | Л1                               | 27        | 6         | КФ                 | 5                  | 1                  | ЛЧ                   | 4                    | 0                    | СФ            | 1             | 0             | 37     | 7      |
| 2021–22                          | «Парі Сен-Жермен»                | Л1                               | 2         | 1         | КФ                 | 0                  | 0                  | ЛЧ                   | -                    | -                    | СФ            | -             | -             | 2      | 1      |
| 2021–22                          | «Спортінг»                       | ПЛ                               | 29        | 15        | КП+КПЛ             | 4+4                | 2+2                | ЛЧ                   | 8                    | 2                    | СП            | -             | -             | 45     | 21     |
| 2022–23                          | «Парі Сен-Жермен»                | Л1                               | 14        | 0         | КФ                 | 1                  | 0                  | ЛЧ                   | 3                    | 0                    | СФ            | 1             | 0             | 19     | 0      |
| Усього за «Парі Сен-Жермен»      | Усього за «Парі Сен-Жермен»      | Усього за «Парі Сен-Жермен»      | 64        | 11        |                    | 15                 | 9                  |                      | 16                   | 2                    |               | 3             | 0             | 98     | 22     |
| Усього за кар'єру                | Усього за кар'єру                | Усього за кар'єру                | 376       | 79        |                    | 53                 | 22                 |                      | 56                   | 14                   |               | 6             | 1             | 491    | 116    |

### Статистика виступів за збірну
Станом на 6 грудня 2022 року
| Дата       | Місто                | Господарі  | Результат               | Гості             | Турнір                                    | Голи | Примітки |
| ---------- | -------------------- | ---------- | ----------------------- | ----------------- | ----------------------------------------- | ---- | -------- |
| 5-9-2019   | Бухарест             | Румунія    | 1 – 2                   | Іспанія           | Відбір до ЧЄ 2020                         | -    | 77'      |
| 8-9-2019   | Хіхон                | Іспанія    | 4 – 0                   | Фарерські острови | Відбір до ЧЄ 2020                         | -    | 68'      |
| 15-11-2019 | Кадіс                | Іспанія    | 7 – 0                   | Мальта            | Відбір до ЧЄ 2020                         | 1    |          |
| 4-6-2021   | Мадрид               | Іспанія    | 0 – 0                   | Португалія        | товариський матч                          | -    | 75'      |
| 14-6-2021  | Севілья              | Іспанія    | 0 – 0                   | Швеція            | ЧЄ 2020 - груповий етап                   | -    | 66'      |
| 19-6-2021  | Севілья              | Іспанія    | 1 – 1                   | Польща            | ЧЄ 2020 - груповий етап                   | -    | 68'      |
| 23-6-2021  | Севілья              | Іспанія    | 5 – 0                   | Словаччина        | ЧЄ 2020 - груповий етап                   | 1    |          |
| 28-6-2021  | Копенгаген           | Хорватія   | 3 – 5 д.ч.              | Іспанія           | ЧЄ 2020 - 1/8 фіналу                      | 1    | 71'      |
| 2-7-2021   | Санкт-Петербург      | Швейцарія  | 1 – 1 д.ч. (1-3 п.п.)   | Іспанія           | ЧЄ 2020 - чвертьфінал                     | -    | 46'      |
| 2-9-2021   | Сульна               | Швеція     | 2 – 1                   | Іспанія           | Відбір до ЧС 2022                         | -    | 75'      |
| 5-9-2021   | Бадахос              | Іспанія    | 4 – 0                   | Грузія            | Відбір до ЧС 2022                         | 1    |          |
| 8-9-2021   | Приштина             | Косово     | 0 – 2                   | Іспанія           | Відбір до ЧС 2022                         | -    | 72'      |
| 6-10-2021  | Мілан                | Італія     | 1 – 2                   | Іспанія           | Ліга націй УЄФА 2020—2021 - півфінал      | -    | 65' 75'  |
| 10-10-2021 | Мілан                | Іспанія    | 1 – 2                   | Франція           | Ліга націй УЄФА 2020—2021 - фінал         | -    | 61'      |
| 11-11-2021 | Афіни                | Греція     | 0 – 1                   | Іспанія           | Відбір до ЧС 2022                         | 1    | 48' 57'  |
| 14-11-2021 | Севілья              | Іспанія    | 1 – 0                   | Швеція            | Відбір до ЧС 2022                         | -    | 59'      |
| 26-3-2022  | Курналя-да-Льобрегат | Іспанія    | 2 – 1                   | Албанія           | товариський матч                          | -    | 63'      |
| 29-3-2022  | Ла-Корунья           | Іспанія    | 5 – 0                   | Ісландія          | товариський матч                          | 2    | 58'      |
| 2-6-2022   | Севілья              | Іспанія    | 1 – 1                   | Португалія        | Ліга націй УЄФА 2022—2023 - груповий етап | -    | 36'      |
| 5-6-2022   | Прага                | Чехія      | 2 – 2                   | Іспанія           | Ліга націй УЄФА 2022—2023 - груповий етап | -    | 72'      |
| 9-6-2022   | Лансі                | Швейцарія  | 0 – 1                   | Іспанія           | Ліга націй УЄФА 2022—2023 - груповий етап | 1    | 46'      |
| 12-6-2022  | Малага               | Іспанія    | 2 – 0                   | Чехія             | Ліга націй УЄФА 2022—2023 - груповий етап | 1    | 72'      |
| 24-9-2022  | Сарагоса             | Іспанія    | 1 – 2                   | Швейцарія         | Ліга націй УЄФА 2022—2023 - груповий етап | -    | 63'      |
| 27-9-2022  | Брага                | Португалія | 0 – 1                   | Іспанія           | Ліга націй УЄФА 2022—2023 - груповий етап | -    | 60'      |
| 17-11-2022 | Амман                | Йорданія   | 1 – 3                   | Іспанія           | товариський матч                          | -    | 58'      |
| 6-12-2022  | Ер-Раян              | Марокко    | 0 – 0 д.ч. (3 – 0 п.п.) | Іспанія           | ЧС 2022 - 1/8 фіналу                      | -    | 118'     |
| Усього     |                      | Матчів     | 26                      |                   | Голів                                     | 9    |          |

| Дата       | Місто                    | Господарі | Результат | Гості                | Турнір                             | Голи | Примітки |
| ---------- | ------------------------ | --------- | --------- | -------------------- | ---------------------------------- | ---- | -------- |
| 10-11-2011 | Мелілья                  | Іспанія   | 6 – 0     | Естонія              | Кваліфікація молодіжного Євро-2013 | 1    |          |
| 14-11-2011 | Кордова (місто, Іспанія) | Іспанія   | 3 – 0     | Швейцарія            | Кваліфікація молодіжного Євро-2013 | -    | 57'      |
| 31-5-2012  | Таллінн                  | Естонія   | 0 – 1     | Іспанія              | Кваліфікація молодіжного Євро-2013 | -    | 80'      |
| 6-9-2012   | Сьйон                    | Швейцарія | 0 – 0     | Іспанія              | Кваліфікація молодіжного Євро-2013 | -    | 84'      |
| 10-9-2012  | Аліканте                 | Іспанія   | 6 – 0     | Хорватія             | Кваліфікація молодіжного Євро-2013 | 1    | 71'      |
| 11-10-2012 | Бургос                   | Іспанія   | 5 – 0     | Данія                | Кваліфікація молодіжного Євро-2013 | -    | 62'      |
| 16-10-2012 | Ольборг                  | Данія     | 1 – 3     | Іспанія              | Кваліфікація молодіжного Євро-2013 | -    | 57'      |
| 13-11-2012 | Сієна                    | Італія    | 1 – 3     | Іспанія              | Товариський матч                   | -    | 79'      |
| 5-2-2013   | Мехелен                  | Бельгія   | 1 – 1     | Іспанія              | Товариський матч                   | -    | 68'      |
| 21-3-2013  | Толедо                   | Іспанія   | 5 – 2     | Норвегія             | Товариський матч                   | -    | 61'      |
| 25-3-2013  | Алькоркон                | Іспанія   | 3 – 1     | Росія                | Товариський матч                   | -    | 46'      |
| 12-6-2013  | Петах-Тіква              | Іспанія   | 3 – 0     | Нідерланди           | Молодіжне Євро-2013 - 1-й етап     | -    |          |
| 15-6-2013  | Нетанья                  | Іспанія   | 3 – 0     | Норвегія             | Молодіжне Євро-2013 - півфінал     | -    | 89'      |
| 5-9-2013   | Грац                     | Австрія   | 2 – 6     | Іспанія              | Кваліфікація молодіжного Євро-2015 | -    | 65'      |
| 9-9-2013   | Логроньйо                | Іспанія   | 4 – 0     | Албанія              | Кваліфікація молодіжного Євро-2015 | -    | 76'      |
| 10-10-2013 | Мурсія                   | Іспанія   | 3 – 2     | Боснія і Герцеговина | Кваліфікація молодіжного Євро-2015 | -    | 74'      |
| 14-10-2013 | Картахена                | Іспанія   | 1 – 0     | Угорщина             | Кваліфікація молодіжного Євро-2015 | -    | 63'      |
| 4-3-2014   | Паленсія                 | Іспанія   | 2 – 0     | Німеччина            | Товариський матч                   | -    | 58'      |
| 4-9-2014   | Фельчут                  | Угорщина  | 0 – 1     | Іспанія              | Кваліфікація молодіжного Євро-2015 | -    | 65'      |
| 9-9-2014   | Пуертояно                | Іспанія   | 1 – 1     | Австрія              | Кваліфікація молодіжного Євро-2015 | 1    |          |
| 10-10-2014 | Ягодина                  | Сербія    | 0 – 0     | Іспанія              | Кваліфікація молодіжного Євро-2015 | -    | 68'      |
| 14-10-2014 | Кадіс                    | Іспанія   | 1 – 2     | Сербія               | Кваліфікація молодіжного Євро-2015 | -    | 62'      |
| Усього     |                          | Матчів    | 22        |                      | Голів                              | 3    |          |

## Титули і досягнення
- Володар Кубка Іспанії (1):

«Реал Мадрид»: 2010-11
- Володар Суперкубка Франції (3):

«Парі Сен-Жермен»: 2019, 2020, 2022
- Чемпіон Франції (1):

«Парі Сен-Жермен»: 2019-20
- Володар Кубка Франції (2):

«Парі Сен-Жермен»: 2019-20, 2020-21
- Володар Кубка французької ліги (1):

«Парі Сен-Жермен»:  2019-20
- Володар Кубка португальської ліги (1):

«Спортінг»:  2021-22
Збірні
- Чемпіон Європи (U-19): 2011
- Чемпіон Європи (U-21): 2013